# 英倫對決
《英倫對決》（英語：The Foreigner）是一部2017年英中合拍的動作驚悚片。由馬丁·坎貝爾執導，由史蒂芬·里德於1992年所寫的小說《中國佬》所改編。由成龍、皮爾斯·布鲁斯南、劉濤和梁佩诗擔任主演。劇情是關於一位生活在倫敦的越南華裔餐廳老板，在女兒喪生於愛爾蘭恐怖主義策劃的襲擊後，靠他自己展開一連串的报复並且尋找兇手為女兒報仇。

## 劇情
關玉明是一名中國廣西出生的越南華人及英國海外公民，如今年邁的他在倫敦經營一家中國餐廳，而他心愛的女兒小凡不幸死於一場炸彈襲擊，導致玉明在悲痛欲絕之下開始四處奔走、尋求真兇來為女兒報仇。爆炸主兇是一群自稱「真愛爾蘭共和軍」（Authentic IRA）的恐怖團體，主要目的是重創北愛爾蘭跟英國之間的和平條約，甚至通用北愛政府的代號。玉明試圖找倫敦警察廳反恐指揮部的李察·布隆利指揮官問出兇手的名字，但布隆利拒絕透漏偵查內幕。玉明看見電視新聞採訪新芬黨政客兼北愛爾蘭副首席部長連恩·亨尼西，其年輕時曾是愛爾蘭共和軍，認為他知情爆炸兇手是誰。
玉明將餐廳轉交給他的知己藍可怡後開車來到貝爾法斯特，堅持走進亨尼西的辦公室向他詢問真愛爾蘭共和軍團夥成員的名字，由於亨尼西拒絕透漏且稱不知情，玉明於是靠自製炸彈炸毀他的辦公室廁所，隨後用電話告知他如不透漏內幕則會持續用這種警告手段。而事實上，亨尼西間接性促使爆炸發生作為他政治手段的一部分，但他本人其實不知情放炸彈的對方是誰，也未預料到對方會傷害無辜民眾。當亨尼西意識到對方做的太過火，試圖設局替換代號以揪出對方，同時指派左右手吉姆·卡瓦納去追捕持續騷擾他的玉明。然而，玉明雖年邁卻有著過於常人的身手和體力，從卡瓦納的圍捕中逃跑，當玉明開始尋找能敲詐亨尼西的籌碼時，跟蹤他至一間餐廳並偷拍到他與情婦瑪姬·鄧恩聚餐的景象，隨後跟蹤亨尼西至他的老家農場並潛伏在樹林裡。
即使面對亨尼西的強大保全，玉明還是成功用多數自製炸彈攻擊農場領地，當亨尼西派出卡瓦納對樹林進行圍捕時，玉明在肩膀中槍的情況下還是幸運逃脫。亨尼西派遣他的侄子肖恩·莫瑞森遠去倫敦跟布隆利談條件，答應一旦找出炸彈客的身份會馬上通知。晚間，亨尼西閱讀他收到的關於玉明的背景資料，得知玉明居住在越南時曾接受美軍訓練、參與過越南戰爭，然而在數十年前陪家人逃離越南、渡海至新加坡途中遭遇海盜襲擊，他的兩個女兒被海盜抓走後均被姦殺；他的妻子生下第三女兒小凡後也難產而死。
倫敦的一輛雙層巴士上發生又一起無預警的炸彈襲擊，對方似乎知情亨尼西換代號的計謀而無跡可尋。為了避免發生起義，英國內閣大臣凱薩琳·戴維斯跟亨尼西保證，一旦幫她們抓出犯人就會赦免獄中的十幾名前共和軍，當中包括亨尼西的表兄。布隆利調查發現炸死玉明女兒的主犯為北愛激進分子派翠克·奧萊利，其三星期前曾經和亨尼西身邊的政客休·麥格拉斯見過面。得知事情的亨尼西立即拷問瞞著他授權巴士襲擊的麥格拉斯，得到所有炸彈客的名字，但裡面的四男一女甚至包括她的情婦瑪姬，其本名為莎拉·麥凱。麥格拉斯坦白他與亨尼西之妻瑪麗共謀，而瑪麗因自己哥哥被亨尼西害死而記恨著他，亨尼西問完後槍決麥格拉斯。當肖恩前來幫忙追蹤樹林裡的玉明時，玉明經過近身搏鬥將肖恩制服後從其手機上得到所有炸彈客的身份資料，走前選擇將肖恩放走。
在倫敦，布隆利靠亨尼西的情報找到團體全員藏身的公寓，且剛好趕上莎拉回去。就在警方等待時機進攻住處前，玉明假扮煤氣維修工人走入住處，靠手上胎記認出奧萊利後掏槍大開殺戒，殺死除莎拉在外的三名成員後親手將奧萊利勒死，報完仇後迅速逃離現場。警方隨即衝入現場，拷問莎拉後得知她將一顆設計成筆電電池的炸彈，安置在即將搭機前往羅馬採訪的倫敦記者伊恩·伍德的筆電中，目標班機上包括多名前往羅馬參加會議的重要政府官員。所幸通報及時，機場警衛將炸彈筆電扔進無人的空橋爆炸而無人傷亡，警方解除這次圍捕前，將莎拉就地處決以“不留後患”。肖恩從叔叔亨尼西口中得知跟他有緋聞的瑪麗從他口中套問過資訊，於是回到酒店殺死瑪麗後回美國。為此，所有牽扯爆炸案的人士均身亡，但布隆利從莎拉死前證詞裡得知玉明介入後，開始對他發佈通緝。
亨尼西經過這件事雖然保住職位且得到表兄保釋等等承諾，但也得知他從此會受英國政府掌控。當他來到倫敦的酒店套房時，回頭發現玉明早已在房間等候他，其表示他之前在團夥公寓中認出身為亨尼西情婦的莎拉。即使亨尼西對他女兒之死表示懺悔，玉明還是強制他將和莎拉在一起的餐廳照片上傳至網絡上，讓亨尼西從此身敗名裂後離開。完成復仇心願的玉明回去他的餐廳，發現他行蹤的布隆利感覺英國方面在這起事件上虧欠他一個大人請，親自撤銷對他的通緝以持續觀察。傷痕累累的玉明回到餐廳廚房後，和可怡團圓並相擁。

## 演員
| 演員                               | 角色                                          | 備註 |
| 成龍 Jackie Chan                   | 關玉明 Ngoc Minh Quan                         | 在中國廣西出生的前越南華人，後來移民到英國倫敦成為英國海外公民。如今唯一的女兒小凡也在爆炸中身亡後，開始不擇手段尋求真兇來報仇。   |
| 皮爾斯·布鲁斯南 Pierce Brosnan     | 連恩·亨尼西 Liam Hennessy                     | 北愛爾蘭副首席部長，年輕時曾經加入過愛爾蘭共和軍，如今為了自己的政治前途而想辦法掩蓋爆炸案內幕，卻無意間使得關玉明過來糾纏他不放。 |
| 劉濤 Liu Tao                       | 藍可怡 Keyi Lam                               | 關玉明的餐廳經理，也是他除了女兒小凡以外的最佳知己。                                                                               |
| 麥可·麥艾爾哈頓 Michael McElhatton | 吉姆·卡瓦納 Jim Kavanagh                      | 亨尼西的保全隊長兼私人護衛。 |
| 查莉·墨菲 Charlie Murphy           | 瑪姬·鄧恩／莎拉·麥凱 Maggie Dunn / Sara McKay | 亨尼西的情婦，身為打探情報的臥底，同屬於真愛爾蘭共和軍成員。                                                                       |
| 歐拉·布雷迪 Orla Brady             | 瑪麗·亨尼西 Mary Hennessy                     | 亨尼西的妻子，爆炸案的共謀者。 |
| 梁佩詩 Katie Leung                 | 關凡 Fan Quan                                 | 關玉明的女兒，小名「小凡」，是他唯一的親人，慘死於爆炸襲擊。                                                                       |
| 雷·費爾森 Ray Fearon               | 李察·布隆利 Richard Bromley                   | 倫敦警察廳反恐指揮部的指揮官，全力調查爆炸案內幕。                                                                                 |
| 德摩特·克羅利 Dermot Crowley       | 休·麥格拉斯 Hugh McGrath                      | 北愛爾蘭政府高層幹部，亨尼西的下屬，身為真愛爾蘭共和軍的總頭目兼組建者。                                                           |
| 羅利·佛雷克·拜恩 Rory Fleck Byrne  | 肖恩·莫瑞森 Sean Morrison                     | 亨尼西的侄子，前愛爾蘭皇家騎兵（隸屬英國特種部隊）隊員。                                                                           |
| 莉亞·威廉斯 Lia Williams           | 凱薩琳·戴維斯 Katherine Davies                | 英國政府的內閣大臣。 |
| 魯佛斯·瓊斯 Rufus Jones            | 伊恩·伍德 Ian Wood                            | 倫敦記者，追尋這次爆炸案的新聞。                                                                                                   |
| 奈爾·麥克納米 Niall McNamee        | 派翠克·奧萊利 Patrick O'Reilly                | 真愛爾蘭共和軍成員，是炸死關玉明女兒爆炸案的主犯。                                                                                 |

## 製作
2015年6月5日，STX Entertainment宣布成龍將成為《英倫對決》的演員之一，故事原著是史蒂芬·里德的《中國佬》。电影将在倫敦唐人街拍攝。2015年7月15日，導演馬丁·坎貝爾與成龍討論電影。2015年11月，皮爾斯·布鲁斯南加入成為演員之一。
2016年1月，主要拍攝開始。在倫敦一场涉及兰贝斯桥爆炸事件的场景引起了周邊民眾的虛驚，因为人们不知道這是在拍戲。2016年2月18日，倫敦卡姆登區摄政高中（Regent High School, Camden）以及Charrington街。2016年6月11日，成龍和刘涛參加上海国际电影节推广电影。

## 發行
《英倫對決》於2017年9月30日在中國上映，並於2017年10月13日在美國上映。

### 評價
《英倫對決》獲得了褒貶不一的評價。爛番茄根據63篇評論，持有59%的新鮮度，平均得分5.9/10。Metacritic得分55。豆瓣電影得分7.3。
據CinemaScore調查，觀眾在A+至F間給了「A-」的評價。

### 票房
《英倫對決》在美國和加拿大與《忌日快樂》、《黑白正義》、《神力女超人的秘密》同天上映並競爭，分析師預估能在上映首週在北美2515間戲院中開出1000萬至1400萬美元的票房。美國首週末票房達1280萬美元，位居當週票房排名第三。

## 外部連結
- 互联网电影数据库（IMDb）上《英倫對決》的资料（英文）
- 爛番茄上《英倫對決》的資料（英文）
- AllMovie上《英倫對決》的资料（英文）
- Box Office Mojo上《英倫對決》的資料（英文）
- Metacritic上《英倫對決》的資料（英文）
- 開眼電影網上《英倫對決》的資料（繁體中文）
- 豆瓣电影上《英倫對決》的資料 （简体中文）
- 时光网上《英倫對決》的資料（简体中文）